# Palacio Marino
El Palacio Marino (en italiano, Palazzo Marino), situado en la plaza de la Scala en Milán, es la sede civil de la administración municipal milanesa desde el 9 de septiembre de 1861.
El palacio ocupa una manzana delimitada por la plaza San Fedele, la piazza della Scala, la via Case Rotte y la via Marino y tiene un gran patio interior. Encargado por el banquero y comerciante genovés Tommaso Marino, fue construido entre 1557 y 1563 por el arquitecto genovés Galeazzo Alessi, siendo ejemplo de la mejor arquitectura civil de la segunda mitad del siglo XVI en Milán, entonces parte del Imperio español. Fue embargado por la administración pública en el año 1577 por las grandes deudas de la familia, pasando luego a la familia del banquero Emilio Omodei, financiero del gobierno español. Luego fue definitivamente adquirido por el estado en el año 1781.

## Historia

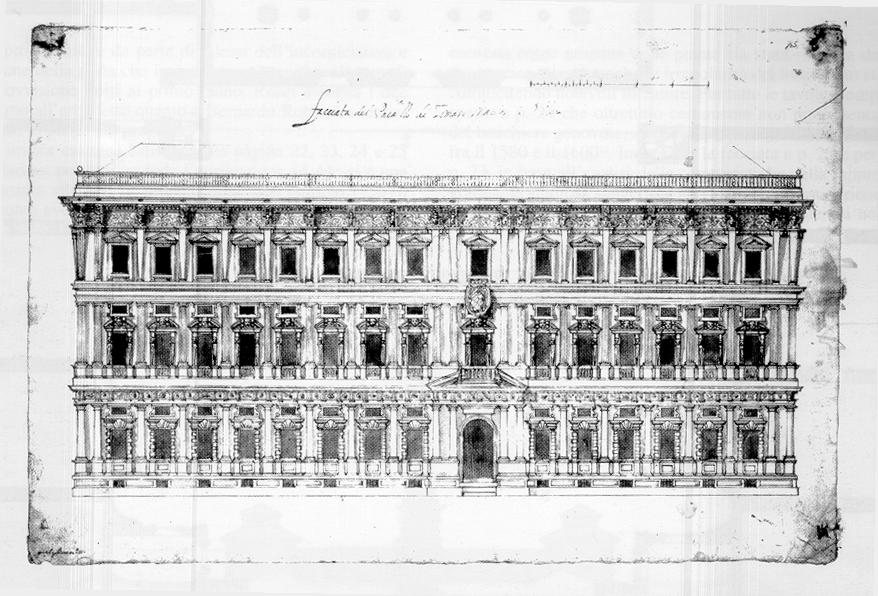
Proyecto de 1557 de Alessi de la fachada sobre la plaza, modificado en el curso de las obras, representado por Bianconi (vol.I, p. 25, A 4042).

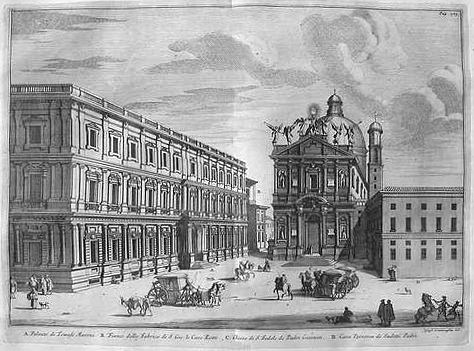
Plaza San Fedele en un grabado de 1704: palazzo Marino (izqda.), iglesia de San Fidele (centro)

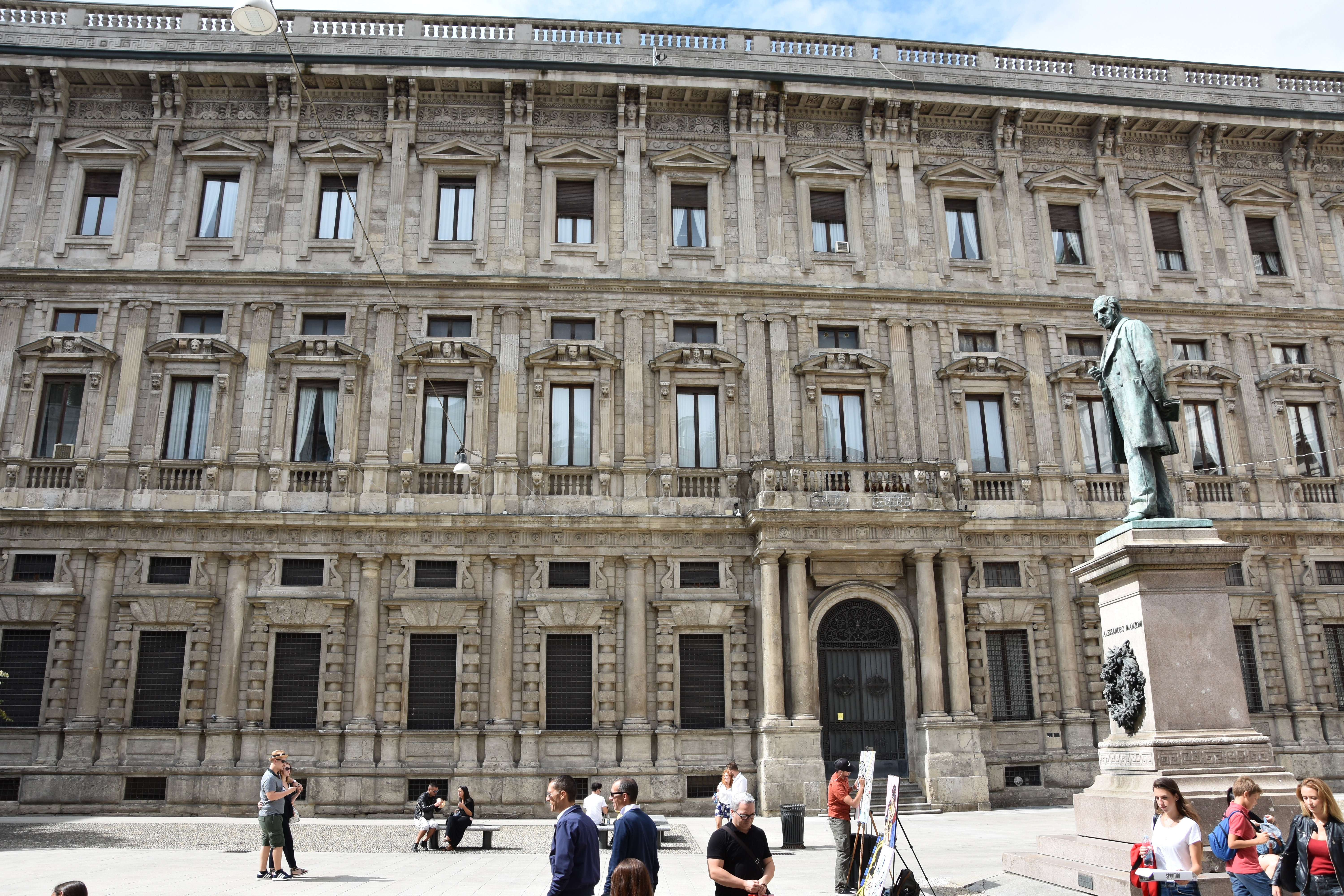
Fachada del Palacio Marino.

Originariamente creado para albergar a la rica familia Marino, como encargo de su progenitor Tommaso Marino, este palacio fue proyectado y construido en los años del 1557 al 1563 sobre lotes de terreno comprados por el comerciante genovés. Una leyenda sin fundamento dice que el palacio se debió al conde Marino para albergar a la mujer, la bella Ara Cornaro, de familia veneciana y emparentada nada menos que con la reina de Chipre.
Proyectado por el arquitecto genovés Galeazzo Alessi, llamado a Milán por el propio Marino, el palacio se orientaba hacia la actual plaza llamada San Fedele (diseño de Bianconi).
Muchos escultores de la obra de la catedral fueron movilizados para realizar las esculturas del palacio. Los milaneses de la época fueron generalmente muy críticos respecto al grandioso proyecto de Marino. Cuando en 1560 había de hecho obtenido el permiso para abrir una nueva calle que partía de la entrada principal del palacio sobre la actual via Marino (hoy contrada di San Simplicianino) y llevaba hasta la plaza Mercanti, el descontento popular paralizó el proyecto.
La construcción del palacio continuó con un estilo representativo de los patios más ricos de toda la cristiandad: en el patio del palacio se representaron las Hazañas de Hércules y las Metamorfosis de Ovidio. En el salón de honor (que hoy se llama Salone dell'Alessi) se había pintado sobre el techo las Bodas de Eros y Psique en el banquete de los Dioses y se habían realizado estucos también con historias de Eros y Psique. En los ángulos del techo Aurelio Busso había pintado Las cuatro estaciones. Bajo la cornisa las Musas, Baco, Apolo y Mercurio con frescos de Ottavio Semino, alternados con bajorrelieves con las historias de Perseo. Sobre las entradas se habían colocado los bustos de Marte y Minerva.
A la muerte del patriarca, la gran prosperidad de la familia sufrió numerosas y profundas crisis que acabaron con el embargo del palacio por parte de la autoridad ciudadana. Después de haber intentado en vano vender el palacio, el estado acabó por destinarlo a servicios públicos.

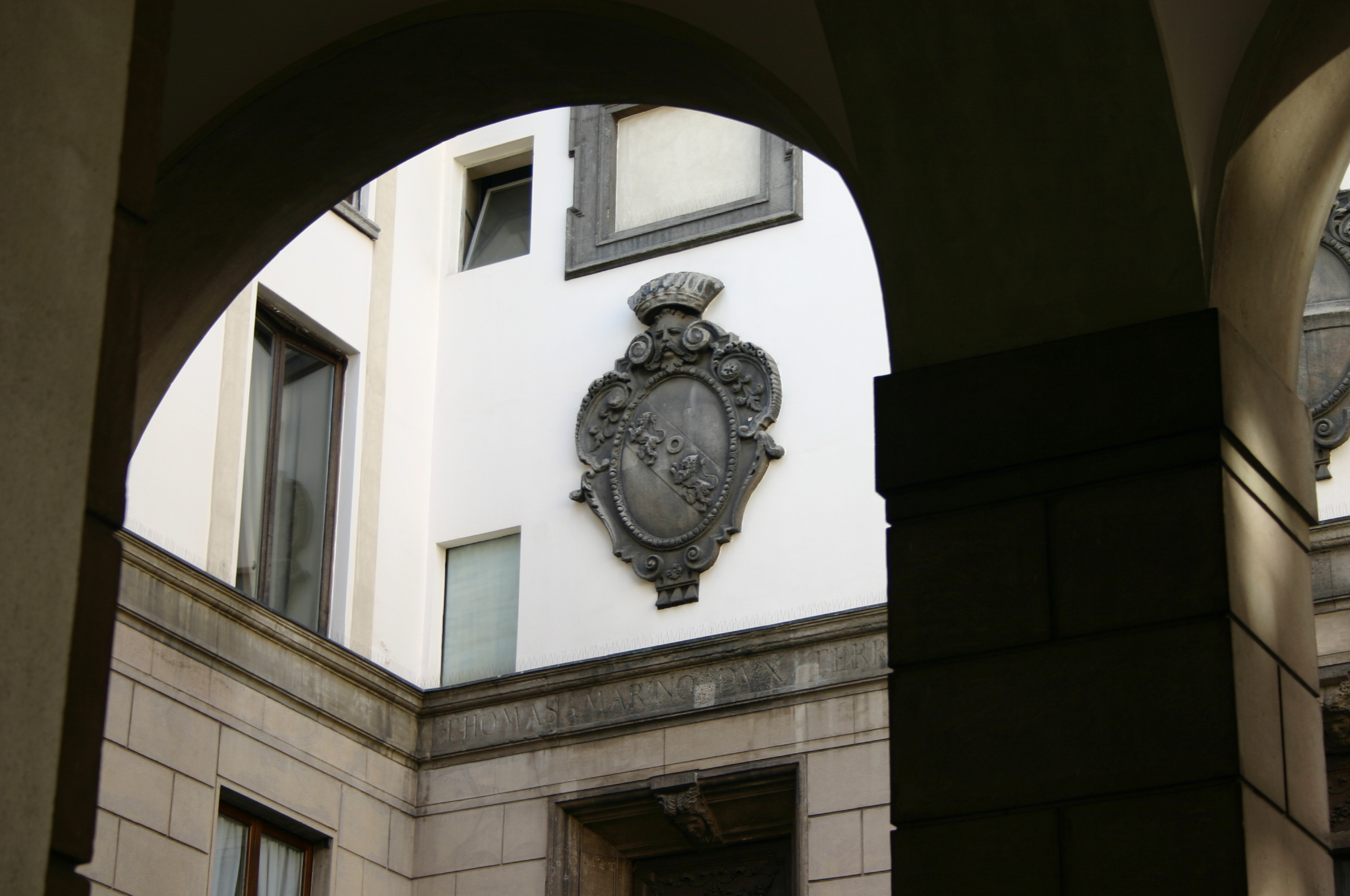
Escudo de la familia Marino en el interior del patio del Palacio.

El palacio continuó degradándose y en 1626 se retiraron las balaustradas dispuestas sobre la cornisa por peligrosas. En el año 1632 el estado, que estaba afrontando la "famosa" peste, logró vender el palacio a los herederos del gran banquero Carlo Omodei. Los Omodei no vivieron nunca en el palacio, que los milaneses siguieron llamando "de los Marino". En la planta baja continuó desarrollándose actividad de carácter fiscal (gabelas y aduanas), mientras que la planta noble era alquilada de vez en cuando a personajes ilustres.
El palacio siguió siempre desempeñando una función fiscal. En el año 1772, con la reforma fiscal de María Teresa de Austria, llegaron a desarrollarse las competencias fiscales los Fermieri y en el año 1781, con la abolición de la Ferma generale debida a Pietro Verri, es lo mismo Verri a usarse porque el palacio fue adquirido al estado como sede de los nuevos cargos financieros y fiscales.
El palacio fue adquirido por parte del estado el 14 de julio de 1781 por la suma de 250.000 liras. Lo adquirido permite una serie de restauraciones y el acabamiento de la fachada hacia la calle Caserotte, llevada a cabo siguiendo el estilo original de Alessi pero con la supervisión de Piermarini, que estaba realizando en aquella zona diversas intervenciones. En el palacio fueron entonces a ubicarse la Regia Camera dei Conti, la Regia Intendenza Generale, la Tesorería, el Dazio Grande con su burocracia y la Casa Imperial del Banco de Viena.
Durante el Reino de Italia napoleónico cambian los nombres de los responsables, pero las oficinas quedan con las mismas funciones. Encontraron sede en el palacio el Ministerio de Hacienda, el Tesoro público y la Dogana (aduana).
Durante la Restauración en la planta primera estaban los locales de la corte, en la planta baja la aduana y las oficinas de la liquidación, de la tesorería y de la caja central.
En el año 1848, tras las Cinco jornadas de Milán, el Palacio por pocos meses interrumpe su utilización burocrática y se convierte en sede del gobierno provisional de Lombardía. Apenas expulsados los austriacos de Lombardía, en el año 1859, el palacio pasó de ser propiedad del estado a la del municipio a través de una permuta entre el estado y el municipio entre el palacio del Broletto Novísimo y el Palacio Marino. 
El 19 de septiembre de 1861 el Palacio Marino se convirtió oficialmente en sede del Ayuntamiento, mientras que las funciones fiscales hasta entonces presentes en el palacio se transfirieron al palacio del Broletto, donde se encuentran hasta la fecha.
Una curiosidad: el mismo Marino quiso y ordenó la construcción de una villa suntuosa en el campo milanés, en las orillas del canal Naviglio Grande de Gaggiano. Tal villa, hoy residencia privada, fue un deseo de la mujer, a la vista del canal en uno de sus tramos más bellos.

## Restauraciones del Ayuntamiento

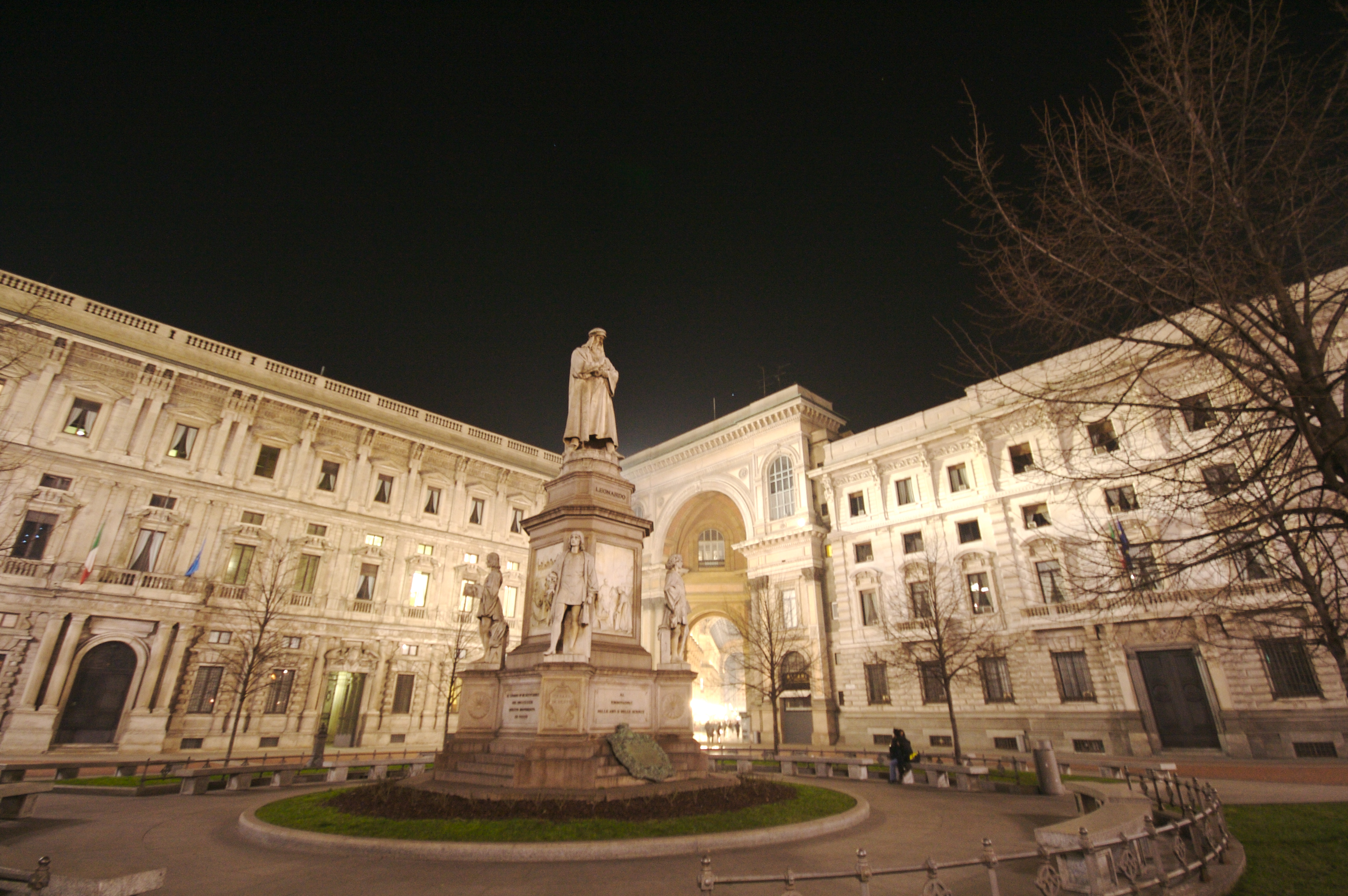
Plaza de la Scala, con la estatua de Leonardo en el centro y, detrás, a la izquierda, el palacio Marino, y a la derecha la entrada de la Galería Víctor Manuel II.

La adquisición del palacio por parte del municipio coincidió con la demolición del puesto aislado entre el palacio y la Scala y la apertura de la nueva plaza de la Scala. Sobre esta plaza, embellecida por el monumento a Leonardo da Vinci, aparece ahora una secuencia de viejos establos, vista indigna de representar la nueva Administración municipal. 
También el interior del palacio estaba en muy mal estado, comenzando desde el gran salón de honor. En el año 1872 Angelo Colla se ocupó de restaurar el Salón y se adjudicó un concurso para realizar una nueva fachada que abriese a la plaza de la Scala. La crisis económica del período casuó el retraso de las obras hasta el año 1888, cuando se aprobó el proyecto de Luca Beltrami, llevado a cabo en 1892.
A esta primera y profunda reestructuración le seguirá una segunda en la Segunda Guerra Mundial para recuperar las partes arrasadas por las bombas en 1943. Particularmente dañado fue el salón de Alessi. Los estucos originales sobre la cúpula fueron sustituidos por la representación de la Aurora, el Día, el Crepúsculo y la Noche sobre las ventanas. A los lados de las ventanas se dispusieron representaciones de: Aire, Tierra, Agua y Fuego, esculpidas por Oliva, Supino, Brioschi, Ciminaghi, Gasparetti, Tavenari, Pepe, Ruy, Pellini, Wildt y Saponaro, mientras las Cuatro Estaciones en los cuatro ángulos del Salón de Honor fueron repintadas por P. Cortelezzi y G. Valerio.
Esta última restauración se acabó el 12 de abril de 1954.

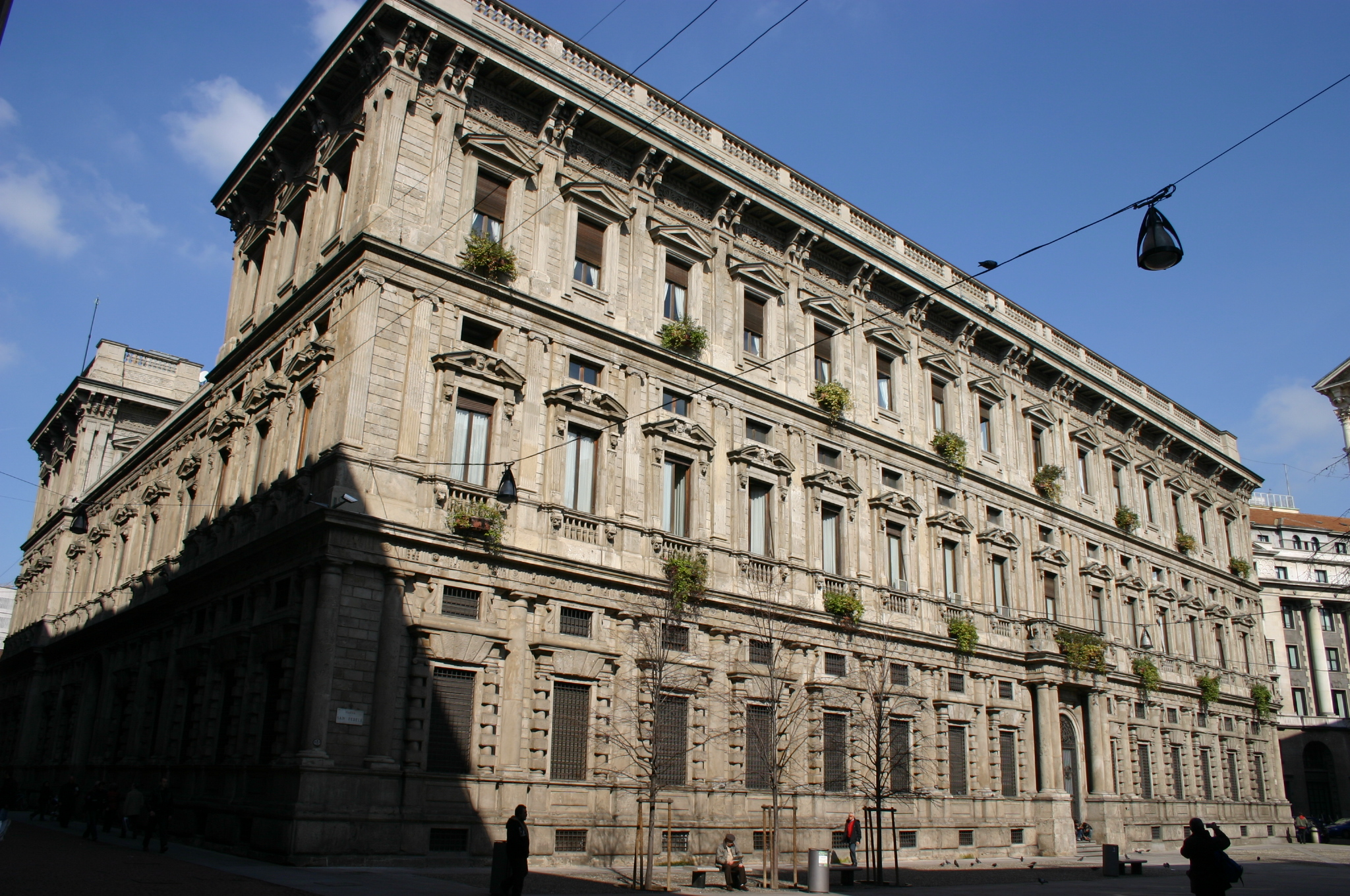
La fachada en la plaza San Fedele
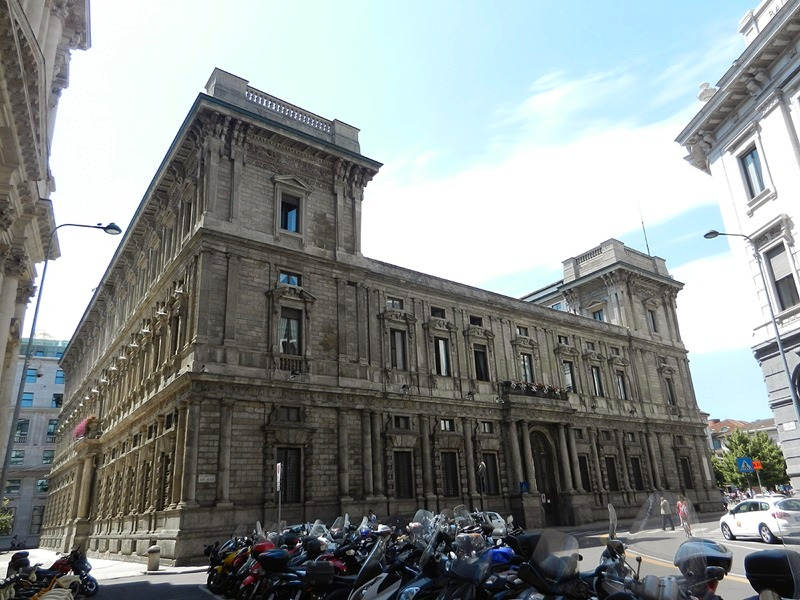
La fachada lateral entre ambas plazas, la de la Scala y la de San Fedele
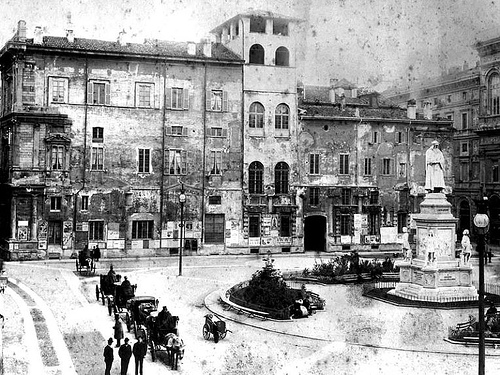
La fachada del Palazzo Marino sobre la plaza de la Scala antes de remodelación realizada por Luca Beltrami en 1892
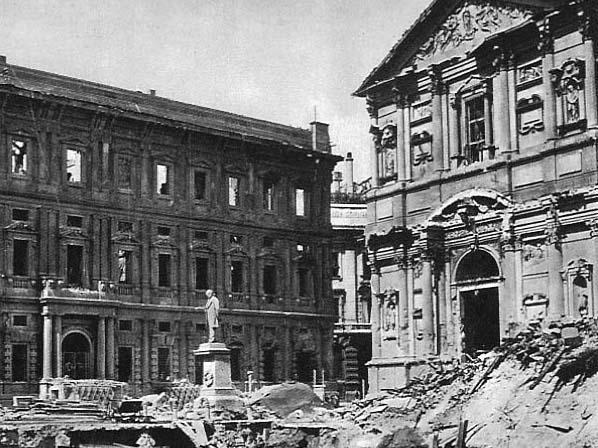
El palazzo después de los bombardeos aliados de 1943
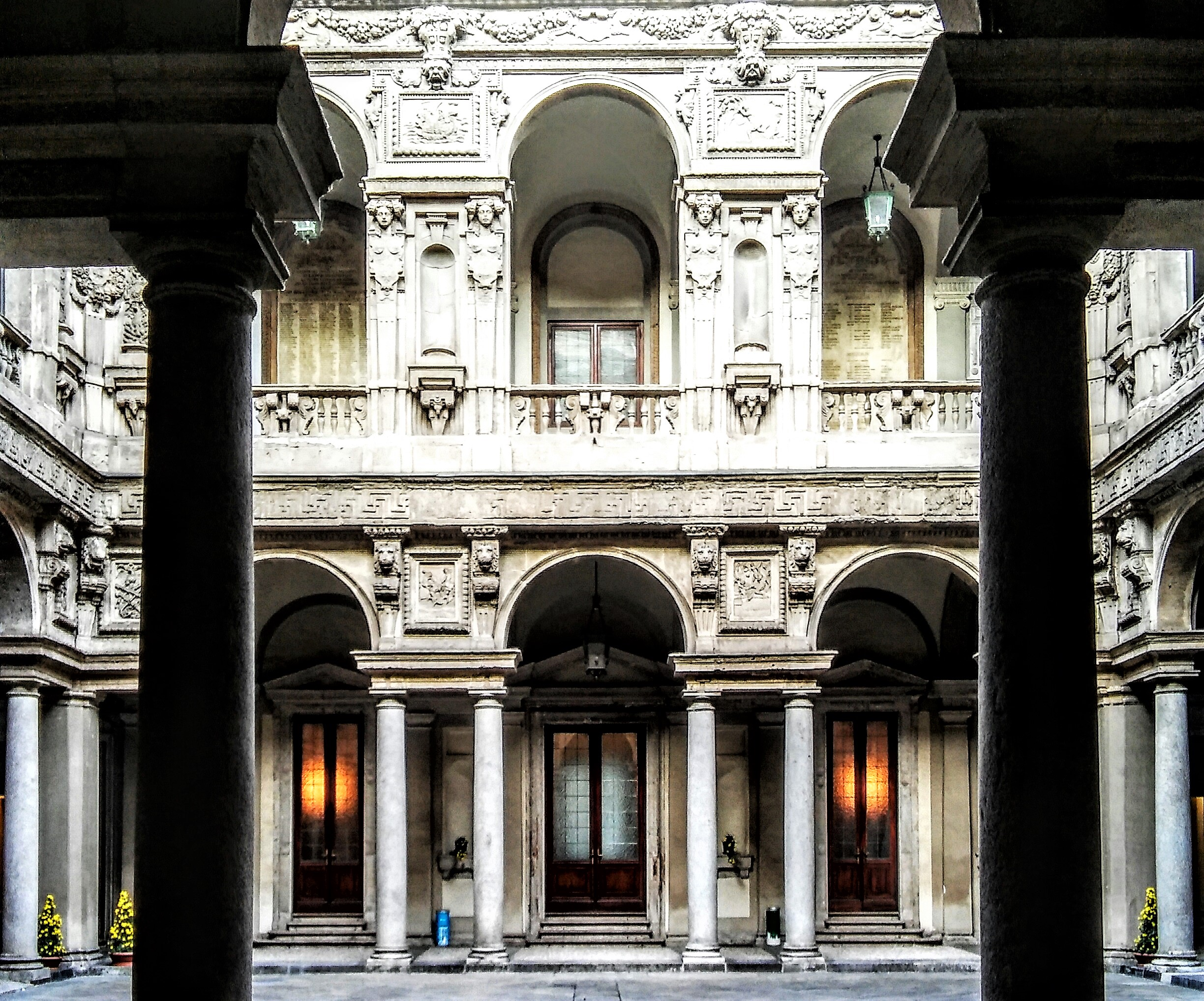
Patio de honor del palazzo

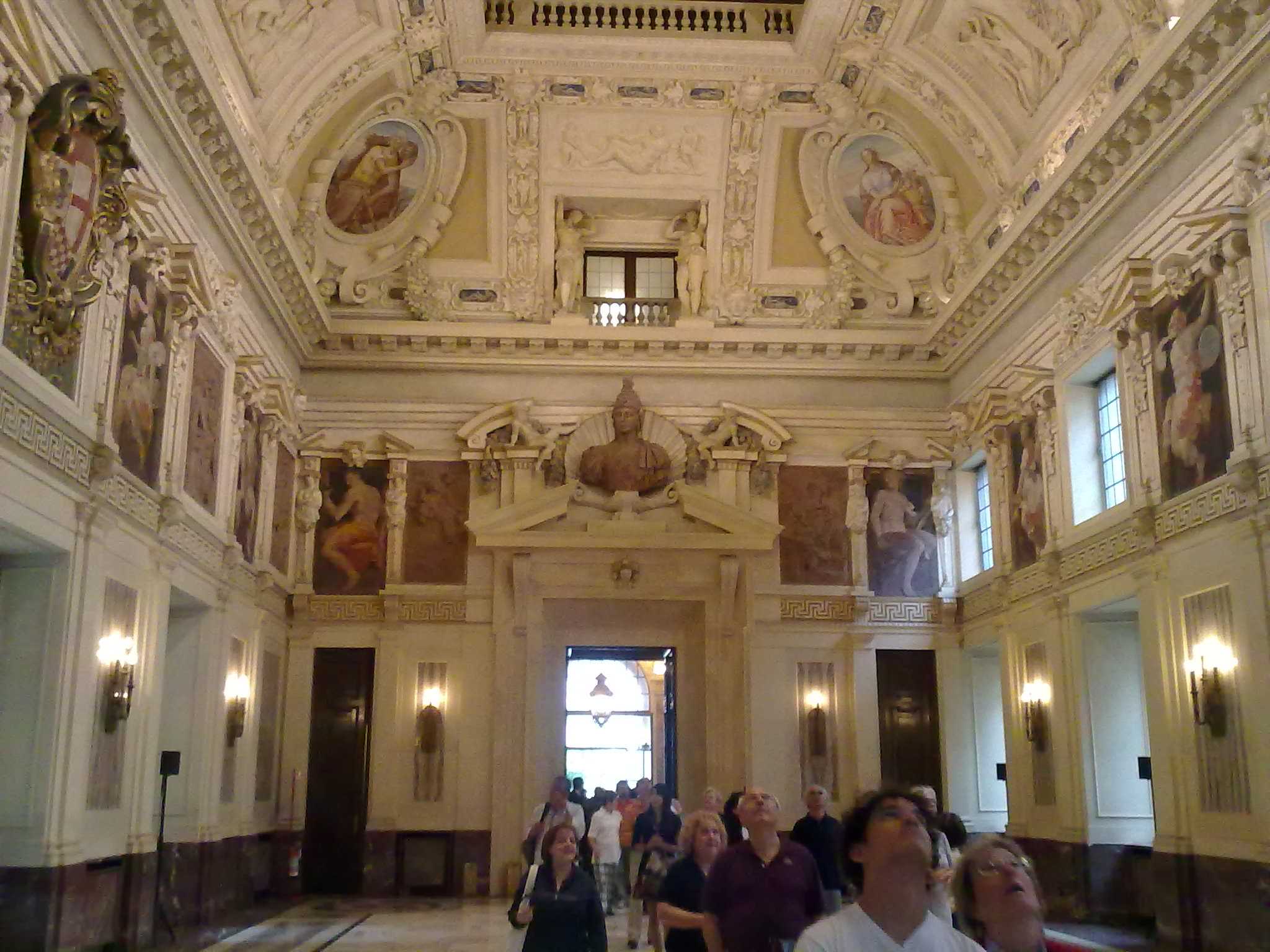
Sala Alessi
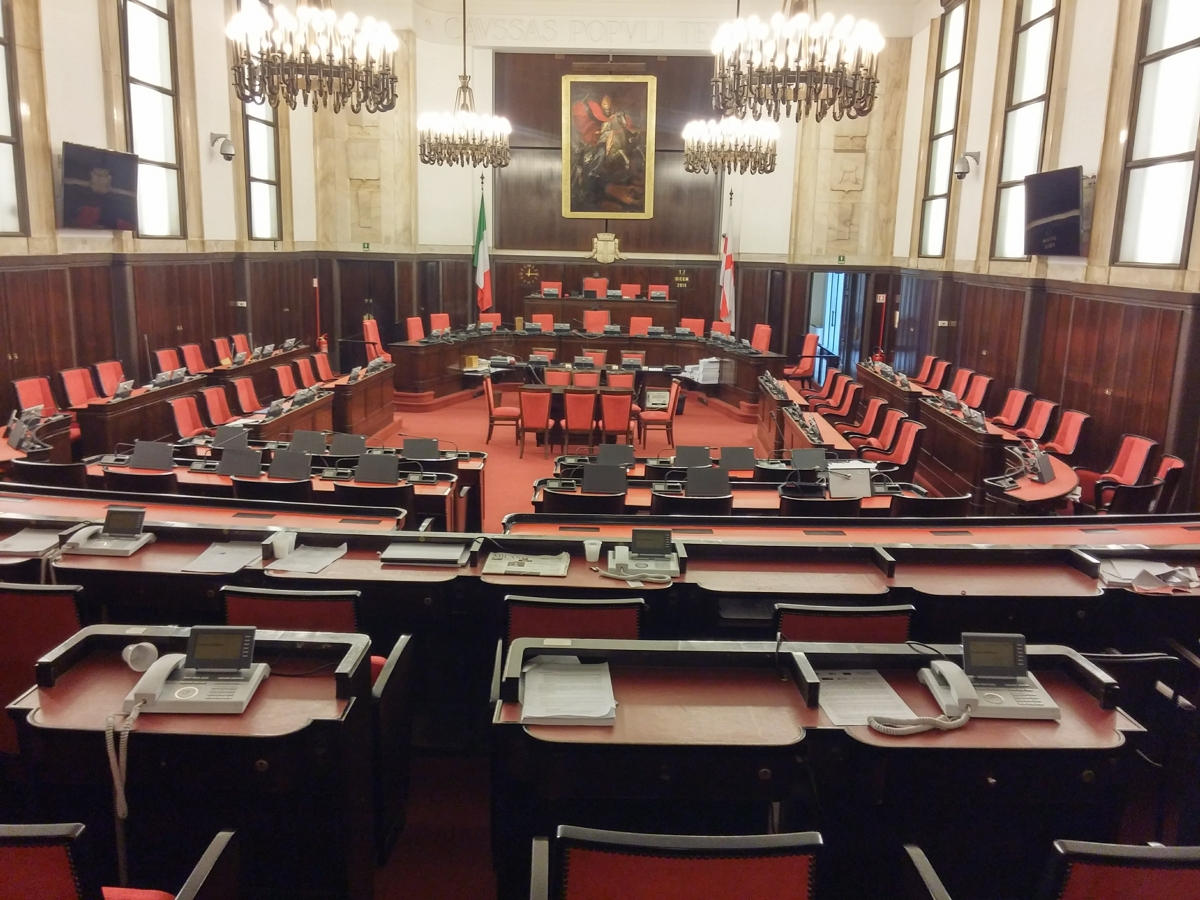
Sala del Consejo
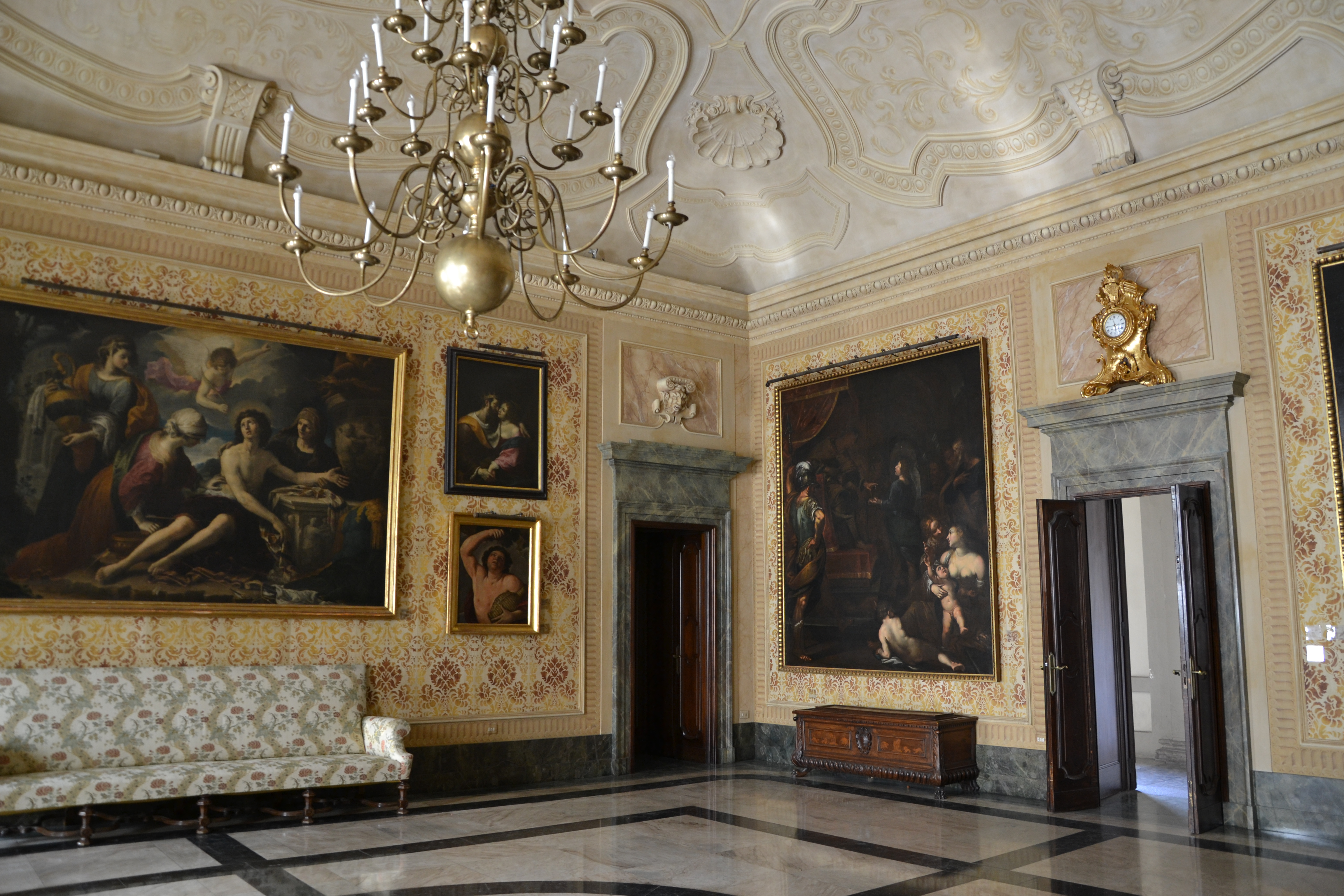
Otra sala
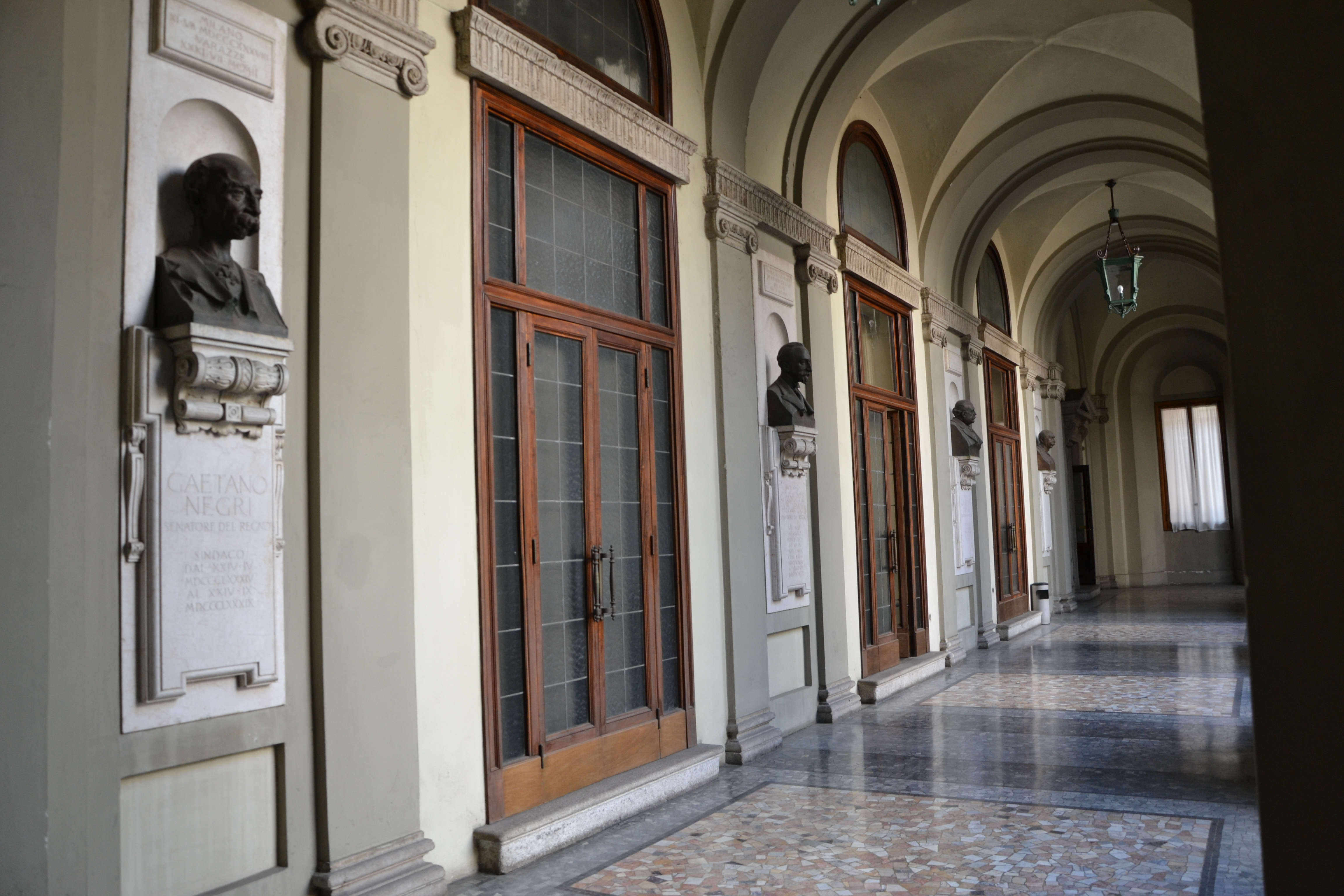
Corredor
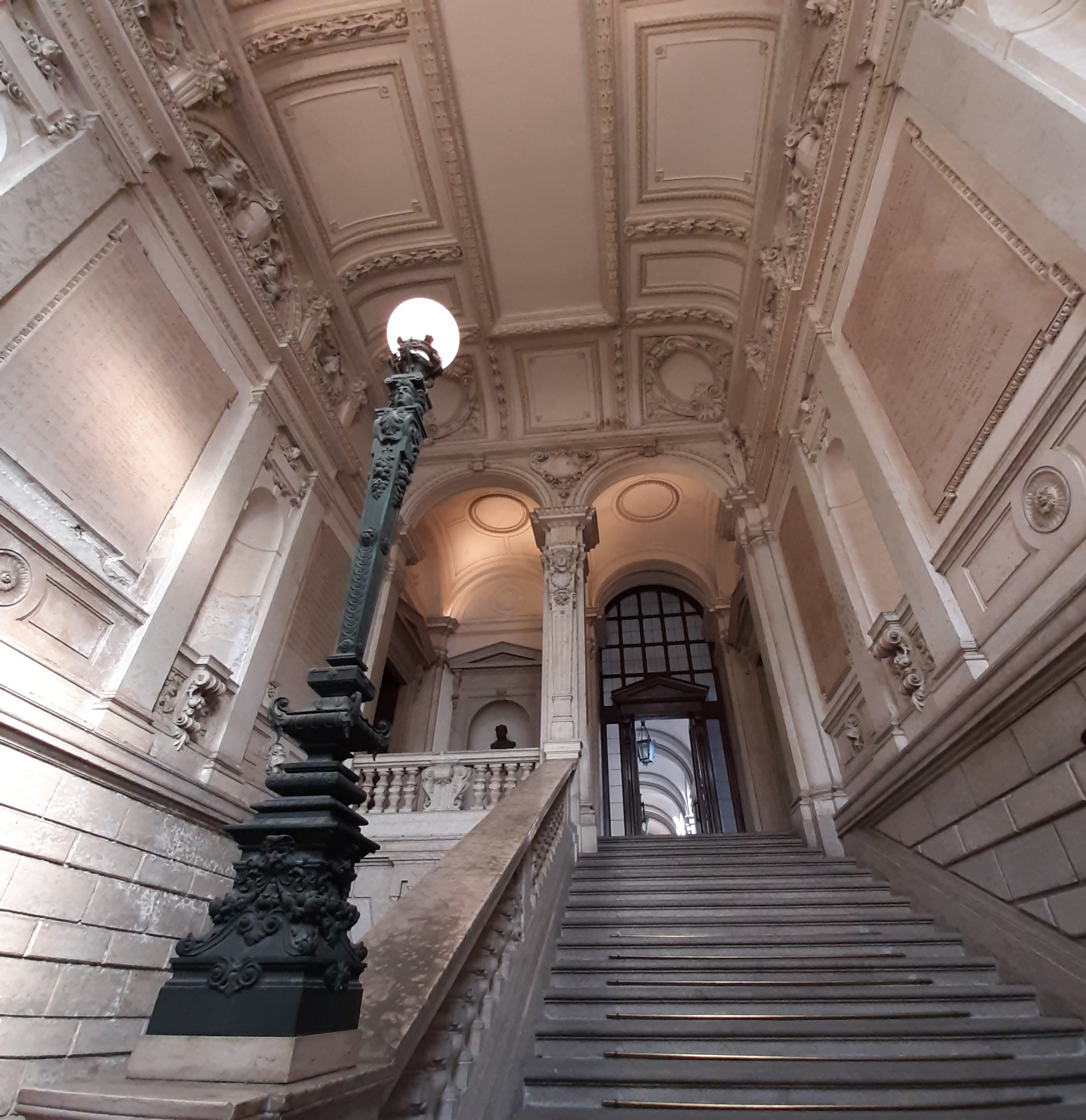
Escalera acceso a la planta primera